# Canton d'Étampes
Le canton d'Étampes est une circonscription électorale française française située dans le département de l'Essonne et la région Île-de-France.
À la suite du redécoupage cantonal de 2014, les limites territoriales du canton sont remaniées. Le nombre de communes du canton passe de 11 à 45.

## Géographie
| Type d'occupation           | Pourcentage | Superficie (en hectares) |
| --------------------------- | ----------- | ------------------------ |
| Espace urbain construit     | 5,7 %       | 1 200,20                 |
| Espace urbain non construit | 3,0 %       | 636,74                   |
| Espace rural                | 91,2 %      | 19 096,77                |
| Source : Iaurif             |             |                          |

Le canton d'Étampes est organisé autour de la commune d'Étampes dans l'arrondissement d'Étampes. Son altitude varie entre soixante-trois mètres à Morigny-Champigny et cent cinquante-sept mètres à Boissy-le-Sec, pour une altitude moyenne de quatre-vingt-treize mètres.

## Historique
Entre 1793 et 1801, le canton d'Étampes regroupait dans l'ancien département de Seine-et-Oise et dans l'ancien district d'Étampes les communes de Boissy-le-Sec, Boutarvilliers, Bouville, Brieres, Chalo, Champigny et Morigny, Étampes, La Forêt Belair, Ormoy, Hilaire et Villeneuve. En 1801, le canton d'Étampes fut intégré à l'arrondissement d'Étampes, diminué des communes de La Forêt-le-Roi et Villeneuve-sur-Auvers et augmenté des communes de Chauffour, Étréchy, Mauchamps, Souzy-la-Briche et Villeconin. En 1926, le canton fut rattaché à l'arrondissement de Rambouillet.
Le canton d'Étampes, division actuelle du nouveau département de l'Essonne, fut créé par le décret no 67-589 du 20 juillet 1967, il regroupait à l'époque les communes de Boissy-le-Sec, Boutervilliers, Bouville, Brières-les-Scellés, Chalo-Saint-Mars, Étampes, Morigny-Champigny, Ormoy-la-Rivière, Puiselet-le-Marais, Saint-Hilaire et Valpuiseaux.
Par décret du 24 février 2014, le nombre de cantons du département est divisé par deux, avec mise en application aux élections départementales de mars 2015. Le canton d'Étampes est conservé et s'agrandit. Il passe de 11 à 45 communes.

## Représentation

### Conseillers généraux de 1833 à 1967 (Seine-et-Oise) et de 1967 à 2015 (Essonne)
| Période | Période          | Identité                            | Étiquette    | Qualité |
| ------- | ---------------- | ----------------------------------- | ------------ | --- |
| 1833    | 1836             | Comte François Nicolas Mollien      |              | Conseiller à la Ferme Générale Ministre du Trésor Public (1806-1814) Pair de France Propriétaire du Château de Jeurre à Morigny-Champigny, et à Vayres-sur-Essonne |
| 1836    | 1838 (décès)     | Ange François Gabaille              |              | Procureur du Roi à Étampes |
| 1838    | 1842 (démission) | François Joseph Mainfroy            |              | Ancien négociant et conseiller municipal d'Étampes |
| 1842    | 1848             | Albin Nicolas Pommeret des Varennes |              | Propriétaire Maire d'Étampes (1844-1848) |
| 1848    | 1883 (décès)     | Théodore Charpentier                | Républicain  | Propriétaire - Maire d'Étampes (1850-1870) Député (1876-1881) |
| 1883    | 1886 (démission) | Jules Duclos (aîné)                 | Républicain  | Négociant en laines, conseiller municipal d'Étampes, conseiller d'arrondissement                                                                                   |
| 1886    | 1901             | Emile Lefebvre                      | Conservateur | Ancien agriculteur, maire d'Etréchy puis maire d'Étampes (1890-1892)                                                                                               |
| 1901    | 1907             | Vincent-Moïse Pasturaud             | Républicain  | Médecin, conseiller municipal d'Étampes |
| 1907    | 1913             | Frédéric Louis                      | Républicain  | Avoué, maire d'Étampes (1900-1911) |
| 1913    | 1931             | Marcel Bouilloux-Lafont             | RG           | Maire d'Étampes (1912-1929) Propriétaire avenue Hoche à Paris |
| 1931    | 1937             | Marcel Duclos                       | URD          | Négociant en laines, conseiller municipal d'Étampes, conseiller d'arrondissement                                                                                   |
| 1937    | 1940             | Charles Chevigny                    | PSF          | Conseiller municipal puis adjoint au maire d'Étampes, conseiller d'arrondissement Nommé conseiller départemental en 1943                                           |
|         |                  |                                     |              | |
| 1943    | 1945             | André Lerebour                      |              | Adjoint au maire d'Étampes Nommé conseiller départemental en 1943                                                                                                  |
|         |                  |                                     |              | |
| 1945    | 1949             | Jean Coureau                        | MUR app. PCF | Ancien adjoint au maire d'Étampes, ancien résistant FFI |
| 1949    | 1955             | Auguste de Gayffier                 | RPF puis DVD | Docteur en droit, Avocat-Avoué Ancien conseiller municipal d'Étampes                                                                                               |
| 1955    | 1956 (décès)     | Barthélemy Durand                   | app.MRP      | Maire d'Étampes (1944-1953) Président du Conseil général de Seine-et-Oise (1955-1956)                                                                              |
| 1956    | 1976             | Jacques Calley                      | DVD puis CD  | Médecin Conseiller municipal d'Étampes |
| 1976    | 1982             | Gérard Lefranc                      | PCF          | Employé du journal La Marseillaise Maire d'Étampes |
| 1982    | 2000 (décès)     | Jean Coulombel                      | CNI puis RPR | Maire de Morigny-Champigny Ancien député-suppléant |
| 2000    | 2001             | Jean Perthuis                       | RPR          | Agriculteur propriétaire-exploitant Maire de Valpuiseaux |
| 2001    | 2008             | Jean-Pierre Colombani               | RPR          | Chef d'établissement scolaire Adjoint au maire d'Étampes |
| 2008    | 2015             | Jean Perthuis                       | UMP puis PR  | Agriculteur Maire de Valpuiseaux |

### Conseillers d'arrondissement (de 1833 à 1940)
Le canton d'Étampes avait trois conseillers d'arrondissement.
| Période                                  | Période               | Identité                                         | Étiquette          | Qualité |
| ---------------------------------------- | --------------------- | ------------------------------------------------ | ------------------ | --- |
| 1833                                     | 1842 (décès)          | Jean Gilles Boivin-Chevalier (1765-1842)         |                    | Maire d'Étampes (1826-1834)                                                                                 |
| 1833                                     | 1842                  | Jean-Baptiste Hamouy (1775-1855)                 |                    | Ancien négociant (marchand de laine), Étampes                                                               |
| 1833                                     | 1848                  | Théodore Huet (1784-1853)                        |                    | Ancien négociant, meunier, Étampes                                                                          |
| 1842                                     | 1848                  | M. Duverger                                      |                    | Propriétaire à Étampes                                                                                      |
| 1842                                     | 1848                  | M. Venard                                        |                    | Notaire à Étampes                                                                                           |
|                                          |                       |                                                  |                    | |
| 1848                                     | 1871                  | Julien Rémi Guerraz (1796-1879)                  |                    | Meunier à Étampes                                                                                           |
| 1848                                     | 1864                  | M. Baron-Genest                                  |                    | Meunier à Étampes                                                                                           |
| 1852                                     | 22 janv. 1866 (décès) | Antoine Clair Julien Hardy (1791-1866)           |                    | Maire de Villeconin                                                                                         |
| 1864                                     | 1871                  | Frédéric Barré (1814-1872)                       |                    | Propriétaire à Étampes                                                                                      |
| Avr.1866                                 | 1871                  | M. Bidault                                       |                    | Juge de paix à Étampes                                                                                      |
| 1871                                     | 1880                  | Etienne-Auguste Decolange                        |                    | Propriétaire, adjoint au maire d'Étampes                                                                    |
| 1871                                     | 1880                  | Charles Eloy Rabier (1813-1882)                  |                    | Propriétaire cultivateur à Chalo-Saint-Mars                                                                 |
| 1874                                     | 1880                  | M. Cintract                                      |                    | Adjoint au maire de Morigny-Champigny                                                                       |
| 1880                                     | 1883                  | Jules Duclos                                     |                    | Négociant en laines à Étampes                                                                               |
| 1880                                     | Mai 1912 (décès)      | Alfred Blot                                      |                    | Propriétaire, maire de Chalo-Saint-Mars (1904-1912)                                                         |
| 1880                                     | 1911                  | Léonard Breuil                                   |                    | Avoué, conseiller municipal d'Étampes, Président du Conseil d'arrondissement                                |
| 1883                                     | 1886                  | Paulin Augustin Penot                            |                    | Grainetier, conseiller municipal d'Étampes                                                                  |
| 1886                                     | 1900 (décès)          | Alphonse Moullé (1819-1900)                      |                    | Propriétaire, fabricant de lampes, adjoint au maire d'Étampes                                               |
| 25 nov. 1900                             | 1913                  | Philéas Faustin Viron                            |                    | Négociant, conseiller municipal d'Étampes                                                                   |
| 1910                                     | 1911 (annulation)     | Charles Henri Dufresne de Saint-Léon (1886-1952) |                    | Propriétaire du château de Jeurre à Morigny-Champigny                                                       |
| 31 juil. 1911                            | 1919                  | Amable Bouvard                                   |                    | Conseiller municipal d'Étampes                                                                              |
| 30 juin 1912                             | 1914 (décès)          | Louis Chambellan                                 |                    | Instituteur en retraite à Étampes                                                                           |
| 24 sept. 1912                            | 1919                  | Charles Henri Dufresne de Saint-Léon (1886-1952) |                    | Propriétaire du château de Jeurre à Morigny-Champigny                                                       |
| 1914                                     | 1919                  | siège vacant                                     |                    | |
| 1919                                     | 1925                  | Emile Léauté                                     |                    | Entrepreneur de travaux publics, adjoint au maire d'Étampes                                                 |
| 1919                                     | 1925                  | Louis Lory                                       |                    | Industriel, propriétaire à Étampes et Rue Molitor à Paris                                                   |
| 1919                                     | 1925                  | Amédée Riche                                     |                    | Agriculteur, directeur de la sucrerie, maire de Morigny-Champigny (1925-1935 et 1940-1945)                  |
| 1925                                     | 1931                  | Marcel Duclos                                    | URD                | Négociant en laines, conseiller municipal d'Étampes                                                         |
| 1925                                     | 1928                  | Léonce Solon                                     | Radical            | Docteur en médecine, maire de Chalo-Saint-Mars (1925-1935)                                                  |
| 1931                                     | 1940                  | Charles Imbault (1884-1973)                      | Union républicaine | Cultivateur, maire d'Ormoy-la-Rivière                                                                       |
| 1931                                     | 1937                  | Charles Chavigny                                 | Union républicaine | Vétérinaire, conseiller municipal d'Étampes                                                                 |
| 1931                                     | 1940                  | Marcel Plisson                                   | Union républicaine | Maire d'Étréchy (1919-1941)                                                                                 |
| 1940                                     |                       |                                                  |                    | Les conseils d'arrondissement ont été suspendus par la loi du 12 octobre 1940 et n'ont jamais été réactivés |
| Les données manquantes sont à compléter. |                       |                                                  |                    | |

### Conseillers départementaux depuis 2015
| Période élective | Période élective | Mandat | Mandat   | Identité               | Nuance | Nuance | Qualité |
| ---------------- | ---------------- | ------ | -------- | ---------------------- | ------ | ------ | --- |
| 2015             | 2021             | 2015   | 2021     | Marie-Claire Chambaret |        | DVD    | Maire de Cerny Présidente déléguée chargée des séniors et des personnes handicapées                                                                                          |
| 2015             | 2021             | 2015   | 2021     | Guy Crosnier           |        | LR     | Exploitant agricole Maire de La Forêt-Sainte-Croix Ancien conseiller général du Canton de Méréville (2005-2015) Président délégué chargé de la ruralité et du monde agricole |
| 2021             | 2028             | 2021   | en cours | Marie-Claire Chambaret |        | DVD    | Conseillère sortante, 8ème Vice-présidente en charge de l’autonomie |
| 2021             | 2028             | 2021   | en cours | Guy Crosnier           |        | LR     | Conseiller sortant, Président délégué à la ruralité, l’agriculture et l’alimentation                                                                                         |

### Résultats détaillés

#### Élections de mars 2015
À l'issue du 1er tour des élections départementales de 2015, deux binômes sont en ballottage : Marie-Claire Chambaret et Guy Crosnier (Union de la Droite, 43,11 %) et Valentin Millard et Maryvonne Roulet (FN, 30,39 %). Le taux de participation est de 50,19 % (20 087 votants sur 40 019 inscrits) contre 47,42 % au niveau départemental et 50,17 % au niveau national.
Au second tour, Marie-Claire Chambaret et Guy Crosnier (Union de la Droite) sont élus avec 65,52 % des suffrages exprimés et un taux de participation de 48,11 % (11 417 voix pour 19 253 votants et 40 017 inscrits).
Marie-Claire Chambaret est membre du groupe UDI, MoDem et non-inscrits.

#### Élections de juin 2021
Le premier tour des élections départementales de 2021 est marqué par un très faible taux de participation (33,26 % au niveau national). Dans le canton d'Étampes, ce taux de participation est de 30,5 % (12 500 votants sur 40 989 inscrits) contre 30,18 % au niveau départemental. À l'issue de ce premier tour, deux binômes sont en ballottage : Marie-Claire Chambaret et Guy Crosnier (DVD, 45,42 %) et Mathieu Hillaire et Michèle Kauffer (Union à gauche, 28,65 %).
Le second tour des élections est marqué une nouvelle fois par une abstention massive équivalente au premier tour. Les taux de participation sont de 34,36 % au niveau national, 32,47 % dans le département et 31,89 % dans le canton d'Étampes. Marie-Claire Chambaret et Guy Crosnier (DVD) sont élus avec 63,45 % des suffrages exprimés (7 623 voix pour 13 078 votants et 41 006 inscrits),,. 

### Résultats électoraux
Élections cantonales, résultats des deuxièmes tours :
- Élections cantonales de 1994 : 59,18 % pour Jean Coulombel (RPR), 40,82 % pour Gérard Lefranc (PCF), 61,91 % de participation[26].
- Élections cantonales de 2001 : 64,52 % pour Jean-Pierre Colombani (RPR), 35,48 % pour Sébastien Lepetit (PS), 51,82 % de participation[27].
- Élections cantonales de 2008 : 67,58 % pour Jean Perthuis (UMP), 32,42 % pour François Jousset (PCF), 49,38 % de participation[28].

## Composition

### Composition avant 2015

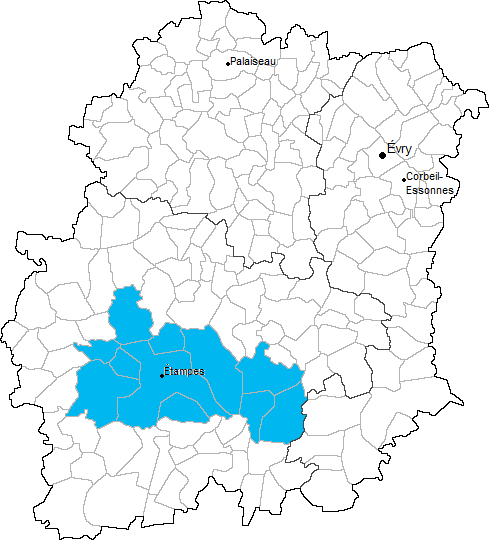
Situation du canton d'Étampes dans le département de l'Essonne avant 2015.

Le canton de Étampes compte onze communes.
| Nom                 | Code Insee | Codepostal | Superficie (km2) | Population (dernière pop. légale) | Densité (hab./km2) |
| ------------------- | ---------- | ---------- | ---------------- | --------------------------------- | ------------------ |
| Étampes (chef-lieu) | 91223      | 91150      | 40,92            | 24 320 (2012)                     | 594                |
| Boissy-le-Sec       | 91081      | 91870      | 19,06            | 690 (2012)                        | 36                 |
| Boutervilliers      | 91098      | 91150      | 7,01             | 388 (2012)                        | 55                 |
| Bouville            | 91100      | 91880      | 20,53            | 632 (2012)                        | 31                 |
| Brières-les-Scellés | 91109      | 91150      | 8,65             | 1 115 (2012)                      | 129                |
| Chalo-Saint-Mars    | 91130      | 91780      | 28,67            | 1 162 (2012)                      | 41                 |
| Morigny-Champigny   | 91433      | 91150      | 30,85            | 4 321 (2012)                      | 140                |
| Ormoy-la-Rivière    | 91469      | 91150      | 10,29            | 933 (2012)                        | 91                 |
| Puiselet-le-Marais  | 91508      | 91150      | 11,27            | 281 (2012)                        | 25                 |
| Saint-Hilaire       | 91556      | 91780      | 6,79             | 393 (2012)                        | 58                 |
| Valpuiseaux         | 91629      | 91720      | 18,70            | 617 (2012)                        | 33                 |

### Composition depuis 2015
Lors du redécoupage de 2014, le canton d'Étampes comprenait quarante-cinq communes entières.
À la suite de la création de la commune nouvelle du Mérévillois au 1er janvier 2019, le canton comprend désormais quarante-quatre communes entières.
| Nom                             | Code Insee | Intercommunalité             | Superficie (km2) | Population (dernière pop. légale) | Densité (hab./km2) | Modifier                                    |
| ------------------------------- | ---------- | ---------------------------- | ---------------- | --------------------------------- | ------------------ | ------------------------------------------- |
| Étampes (bureau centralisateur) | 91223      | CA de l'Étampois Sud-Essonne | 40,92            | 26 601 (2022)                     | 650                | modifier les données · modifier les données |
| Abbéville-la-Rivière            | 91001      | CA de l'Étampois Sud-Essonne | 15,02            | 331 (2022)                        | 22                 | modifier les données · modifier les données |
| Angerville                      | 91016      | CA de l'Étampois Sud-Essonne | 25,83            | 4 416 (2022)                      | 171                | modifier les données · modifier les données |
| Arrancourt                      | 91022      | CA de l'Étampois Sud-Essonne | 7,40             | 119 (2022)                        | 16                 | modifier les données · modifier les données |
| Authon-la-Plaine                | 91035      | CA de l'Étampois Sud-Essonne | 10,59            | 371 (2022)                        | 35                 | modifier les données · modifier les données |
| Auvers-Saint-Georges            | 91038      | CC Entre Juine et Renarde    | 12,99            | 1 250 (2022)                      | 96                 | modifier les données · modifier les données |
| Blandy                          | 91067      | CA de l'Étampois Sud-Essonne | 7,91             | 115 (2022)                        | 15                 | modifier les données · modifier les données |
| Bois-Herpin                     | 91075      | CA de l'Étampois Sud-Essonne | 3,89             | 83 (2022)                         | 21                 | modifier les données · modifier les données |
| Boissy-la-Rivière               | 91079      | CA de l'Étampois Sud-Essonne | 12,47            | 533 (2022)                        | 43                 | modifier les données · modifier les données |
| Boissy-le-Cutté                 | 91080      | CC Entre Juine et Renarde    | 4,58             | 1 343 (2022)                      | 293                | modifier les données · modifier les données |
| Boissy-le-Sec                   | 91081      | CA de l'Étampois Sud-Essonne | 19,06            | 693 (2022)                        | 36                 | modifier les données · modifier les données |
| Boutervilliers                  | 91098      | CA de l'Étampois Sud-Essonne | 7,01             | 429 (2022)                        | 61                 | modifier les données · modifier les données |
| Bouville                        | 91100      | CA de l'Étampois Sud-Essonne | 20,53            | 658 (2022)                        | 32                 | modifier les données · modifier les données |
| Brières-les-Scellés             | 91109      | CA de l'Étampois Sud-Essonne | 8,65             | 1 218 (2022)                      | 141                | modifier les données · modifier les données |
| Brouy                           | 91112      | CA de l'Étampois Sud-Essonne | 8,39             | 129 (2022)                        | 15                 | modifier les données · modifier les données |
| Cerny                           | 91129      | CC du Val d'Essonne          | 17,13            | 3 425 (2022)                      | 200                | modifier les données · modifier les données |
| Chalo-Saint-Mars                | 91130      | CA de l'Étampois Sud-Essonne | 28,67            | 1 042 (2022)                      | 36                 | modifier les données · modifier les données |
| Chalou-Moulineux                | 91131      | CA de l'Étampois Sud-Essonne | 10,47            | 380 (2022)                        | 36                 | modifier les données · modifier les données |
| Champmotteux                    | 91137      | CA de l'Étampois Sud-Essonne | 7,57             | 360 (2022)                        | 48                 | modifier les données · modifier les données |
| Chatignonville                  | 91145      | CA de l'Étampois Sud-Essonne | 5,13             | 71 (2022)                         | 14                 | modifier les données · modifier les données |
| Congerville-Thionville          | 91613      | CA de l'Étampois Sud-Essonne | 8,47             | 212 (2022)                        | 25                 | modifier les données · modifier les données |
| D'Huison-Longueville            | 91198      | CC du Val d'Essonne          | 10,04            | 1 532 (2022)                      | 153                | modifier les données · modifier les données |
| Fontaine-la-Rivière             | 91240      | CA de l'Étampois Sud-Essonne | 3,69             | 182 (2022)                        | 49                 | modifier les données · modifier les données |
| La Forêt-Sainte-Croix           | 91248      | CA de l'Étampois Sud-Essonne | 5,36             | 153 (2022)                        | 29                 | modifier les données · modifier les données |
| Guillerval                      | 91294      | CA de l'Étampois Sud-Essonne | 17,30            | 812 (2022)                        | 47                 | modifier les données · modifier les données |
| Marolles-en-Beauce              | 91374      | CA de l'Étampois Sud-Essonne | 6,00             | 238 (2022)                        | 40                 | modifier les données · modifier les données |
| Le Mérévillois                  | 91390      | CA de l'Étampois Sud-Essonne | 32,97            | 3 420 (2022)                      | 104                | modifier les données · modifier les données |
| Mérobert                        | 91393      | CA de l'Étampois Sud-Essonne | 10,71            | 635 (2022)                        | 59                 | modifier les données · modifier les données |
| Mespuits                        | 91399      | CA de l'Étampois Sud-Essonne | 9,95             | 188 (2022)                        | 19                 | modifier les données · modifier les données |
| Monnerville                     | 91414      | CA de l'Étampois Sud-Essonne | 8,31             | 377 (2022)                        | 45                 | modifier les données · modifier les données |
| Morigny-Champigny               | 91433      | CA de l'Étampois Sud-Essonne | 30,85            | 4 435 (2022)                      | 144                | modifier les données · modifier les données |
| Ormoy-la-Rivière                | 91469      | CA de l'Étampois Sud-Essonne | 10,29            | 950 (2022)                        | 92                 | modifier les données · modifier les données |
| Orveau                          | 91473      | CC du Val d'Essonne          | 4,30             | 145 (2022)                        | 34                 | modifier les données · modifier les données |
| Plessis-Saint-Benoist           | 91495      | CA de l'Étampois Sud-Essonne | 9,16             | 327 (2022)                        | 36                 | modifier les données · modifier les données |
| Puiselet-le-Marais              | 91508      | CA de l'Étampois Sud-Essonne | 11,27            | 261 (2022)                        | 23                 | modifier les données · modifier les données |
| Pussay                          | 91511      | CA de l'Étampois Sud-Essonne | 11,55            | 2 182 (2022)                      | 189                | modifier les données · modifier les données |
| Roinvilliers                    | 91526      | CA de l'Étampois Sud-Essonne | 7,16             | 110 (2022)                        | 15                 | modifier les données · modifier les données |
| Saclas                          | 91533      | CA de l'Étampois Sud-Essonne | 13,66            | 1 857 (2022)                      | 136                | modifier les données · modifier les données |
| Saint-Cyr-la-Rivière            | 91544      | CA de l'Étampois Sud-Essonne | 8,81             | 472 (2022)                        | 54                 | modifier les données · modifier les données |
| Saint-Escobille                 | 91547      | CA de l'Étampois Sud-Essonne | 12,00            | 465 (2022)                        | 39                 | modifier les données · modifier les données |
| Saint-Hilaire                   | 91556      | CA de l'Étampois Sud-Essonne | 6,79             | 402 (2022)                        | 59                 | modifier les données · modifier les données |
| Valpuiseaux                     | 91629      | CA de l'Étampois Sud-Essonne | 18,70            | 621 (2022)                        | 33                 | modifier les données · modifier les données |
| Vayres-sur-Essonne              | 91639      | CC du Val d'Essonne          | 8,46             | 974 (2022)                        | 115                | modifier les données · modifier les données |
| Villeneuve-sur-Auvers           | 91671      | CC Entre Juine et Renarde    | 7,07             | 595 (2022)                        | 84                 | modifier les données · modifier les données |
| Canton d'Étampes                | 9108       |                              | 547,08           | 65 112 (2022)                     | 119                | modifier les données                        |

## Démographie

### Démographie avant 2015

#### Évolution démographique
| 1962   | 1968   | 1975   | 1982   | 1990   | 1999   | 2006   | 2011   | 2012   |
| ------ | ------ | ------ | ------ | ------ | ------ | ------ | ------ | ------ |
| 18 130 | 21 428 | 25 582 | 27 065 | 30 333 | 31 313 | 32 589 | 34 452 | 34 852 |

#### Pyramide des âges
| Hommes | Classe d’âge | Femmes |
| ------ | ------------ | ------ |
| 0,3    | 90 ans ou +  | 0,9    |
| 4,6    | 75 à 89 ans  | 7,3    |
| 12,0   | 60 à 74 ans  | 12,3   |
| 20,4   | 45 à 59 ans  | 19,9   |
| 21,9   | 30 à 44 ans  | 20,6   |
| 20,0   | 15 à 29 ans  | 19,5   |
| 20,8   | 0 à 14 ans   | 19,7   |

| Hommes | Classe d’âge | Femmes |
| ------ | ------------ | ------ |
| 0,3    | 90 ans ou +  | 0,8    |
| 4,4    | 75 à 89 ans  | 6,7    |
| 11,3   | 60 à 74 ans  | 11,9   |
| 19,9   | 45 à 59 ans  | 20,0   |
| 21,9   | 30 à 44 ans  | 21,4   |
| 20,6   | 15 à 29 ans  | 19,2   |
| 21,7   | 0 à 14 ans   | 20,0   |

### Démographie depuis 2015
En 2022, le canton comptait 65 112 habitants, en évolution de +3,7 % par rapport à 2016 (Essonne : +2,89 %, France hors Mayotte : +2,11 %).
| 2013   | 2018   | 2022   |
| ------ | ------ | ------ |
| 62 424 | 63 519 | 65 112 |

## Économie

### Emplois, revenus et niveau de vie
| Répartition des emplois par catégories socioprofessionnelles en 2006. |              |                                           |                                                   |                            |                          |                           |
|                                                                       | Agriculteurs | Artisans, commerçants, chefs d'entreprise | Cadres et professions intellectuelles supérieures | Professions intermédiaires | Employés                 | Ouvriers                  |
| Canton d'Étampes                                                      | 0,9 %        | 5,5 %                                     | 16,5 %                                            | 26,3 %                     | 28,0 %                   | 22,8 %                    |
| Département de l'Essonne                                              | 0,2 %        | 4,5 %                                     | 22,1 %                                            | 27,7 %                     | 27,6 %                   | 17,9 %                    |
| Moyenne nationale                                                     | 2,2 %        | 6,0 %                                     | 15,4 %                                            | 24,6 %                     | 28,7 %                   | 23,2 %                    |
| Répartition des emplois par secteurs d'activités en 2006.             |              |                                           |                                                   |                            |                          |                           |
|                                                                       | Agriculture  | Industrie                                 | Construction                                      | Commerce                   | Services aux entreprises | Services aux particuliers |
| Canton d'Étampes                                                      | 1,8 %        | 15,7 %                                    | 5,7 %                                             | 15,4 %                     | 8,3 %                    | 5,2 %                     |
| Département de l'Essonne                                              | 0,8 %        | 11,5 %                                    | 6,1 %                                             | 15,4 %                     | 18,8 %                   | 6,4 %                     |
| Moyenne nationale                                                     | 3,5 %        | 15,2 %                                    | 6,4 %                                             | 13,3 %                     | 13,3 %                   | 7,6 %                     |
| Sources : Insee,                                                      |              |                                           |                                                   |                            |                          |                           |